# Diocesi di Vaison

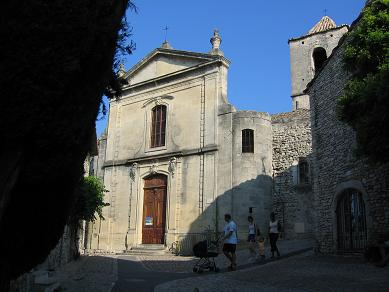
La chiesa di San Quinidio, prima cattedrale della diocesi di Vaison

La diocesi di Vaison (in latino: Dioecesis Vasionensis) è una sede soppressa e sede titolare della Chiesa cattolica.

## Territorio
La diocesi confinava a nord con la diocesi di Die, a nord-ovest con quella di Saint-Paul-Trois-Châteaux, a nord-est con un'enclave della diocesi di Sisteron, a est con la diocesi di Gap, a sud-est con quella di Carpentras e a sud-ovest con la diocesi di Orange.
Sede vescovile era la città di Vaison-la-Romaine, dove funsero come cattedrali prima la chiesa di San Quinidio e successivamente la chiesa di Nostra Signora di Nazareth.
Comprendeva all'incirca una quarantina di località distribuite tra il Contado Venassino, il Delfinato e il principato di Orange.

## Storia
Una chiesa organizzata nella civitas Vasiensium è attestata agli inizi del IV secolo. Il primo vescovo noto e storicamente documentato è Dafno, che partecipò al concilio di Arles nel 314.
Tra i primi vescovi si distinse in particolare san Quinidio, che partecipò al concilio di Parigi del 573, il quale valorosamente resistette alle rivendicazioni del patrizio Mummolo, conquistatore longobardo.
Due concili, importanti per quanto concerne la disciplina ecclesiastica gallicana, vennero tenuti a Vaison nel 442 e nel 529, quest'ultimo sotto la presidenza di Cesario d'Arles.
Santa Rusticala, nativa di Vaison (551-628) fu badessa del monastero di San Cesario ad Arles.
Nel VII secolo venne fondato il monastero di Groseau di Malaucène da parte del vescovo Petronio Aredio, con l'apporto dei monaci della celebre abbazia di Lerino.
Dal 450 Vaison divenne suffraganea dell'arcidiocesi di Arles. Rimase legata alla metropolia arlesiana fino a dicembre 1475, quando entrò a far parte della provincia ecclesiastica della neoeretta arcidiocesi di Avignone.
Nel Seicento emerge la figura del vescovo Joseph-Marie Suarez (1633-1666), che morì a Roma mentre occupava il posto di bibliotecario della Santa Sede, autore di numerose opere.
La diocesi fu soppressa in seguito al concordato con la bolla Qui Christi Domini di papa Pio VII del 29 novembre 1801 e il suo territorio incluso nella diocesi di Avignone e in quella di Valence.
Il 6 agosto 1877 il titolo di vescovi di Vaison fu concesso agli arcivescovi di Avignone, che lo ebbero fino al 2009.
Dal 9 febbraio 2009 Vaison è annoverata tra le sedi vescovili titolari della Chiesa cattolica; dal 30 novembre 2022 il vescovo titolare è Jean Bondu, vescovo ausiliare di Rennes.

## Cronotassi

### Vescovi
- Dafno † (menzionato nel 314)[1]
- Auspicio † (prima del 439 - circa 449 o 450 deceduto)
- Fonteio † (450 - dopo il 475)
- Etilio ? † (prima del 501 - dopo il 511)[2]
- Gemello † (menzionato nel 517)
- Aletio † (prima del 527 - dopo il 541)
- San Teodosio † (menzionato nel 554)
- San Quinidio † (prima del 573 - circa 578 o 579 deceduto)
- San Barso ? †[3]
- Artemio † (prima del 581 - dopo il 585)
- Vincenzo † (menzionato nel 614)[4]
- Petronio Aredio † (prima del 637/638 - dopo il 685)
- Simplicio † (menzionato nell'853)[5]
- Elia † (menzionato nell'879)
- Umberto I † (menzionato nel 911)
- Benedetto I † (menzionato nel 996)
- Almerade † (menzionato nel 1003)
- Pierre I † (menzionato nel 1009)[6]
- Pierre II di Mirabel † (prima del 1040 - dopo il 1044)
- Benoît II †
- Pierre III Raimbaud † (prima del 1056 - dopo il 1078)
- Rostang † (menzionato nel 1108)
- Bérenger de Mornas † (prima del 1150 - dopo il 1173)
- Bertrand de Lambesc † (menzionato nel 1178)
- Bérenger de Reilhane †
- Guillaume de Laudun † (menzionato nel 1190 circa)
- Raimbaud de Flotte † (1193 -  circa 1210 deceduto)
- Ripert de Flotte † (prima del 1212 - dopo il 1227)
- Guy I † (menzionato nel 1241)
- Grégoire † (menzionato nel 1243)[7]
- Faraud † (prima del 1248 - dopo il 1262)
- Giraud de Libra † (prima del 1271 - 1295)
- Raymond de Beaumont † (circa 1296 - dopo il 1304 deceduto)
- Ratier † (24 aprile 1336 - 10 ottobre 1341 nominato vescovo di Montecassino)
- Pierre di Casa, O.Carm. † (17 aprile 1341 - 7 ottobre 1342 nominato patriarca di Gerusalemme e amministratore apostolico)
  - Pierre di Casa, O.Carm. † (7 ottobre 1342 - 3 agosto 1348 deceduto) (amministratore apostolico)
- Pierre del Beret, O.Carm. † (14 agosto 1348 - 1355 deceduto)
- Laurent d'Albiars † (21 ottobre 1355 - 25 ottobre 1361 nominato vescovo di Tulle)
- Giovanni Maurelli † (11 marzo 1362 - 1365 deceduto)
- Eblon de Miers † (7 febbraio 1371 - 1380 deceduto)
- Raymond de Bonne, O.P. † (27 gennaio 1380 - 1385 deceduto)
- Radulph de Bonneville, O.P. † (28 marzo 1386 - 1406 deceduto)[8]
- Guillaume de Pesserat, O.P. † (26 luglio 1406 - 1409 deposto)
- Hugues de Theissiac † (12 agosto 1409 - 1445 deceduto)
- Pons de Sade † (26 luglio 1448 - 1473 deceduto)
- Jean de Montmirail † (24 maggio 1473 - 3 giugno 1479 deceduto)
- Amauric II † (4 giugno 1479 - 1482 dimesso)
- Odon Alziassi † (17 giugno 1482 - 1483 deceduto)
- Roland † (17 ottobre 1483 - 1485 dimesso)
- Benedetto de Paganottis, O.P. † (28 febbraio 1485 - 1522 deceduto)
- Girolamo Bencucci † (6 febbraio 1523 - 2 gennaio 1533 deceduto)
- Tommaso Cortesi † (3 marzo 1533 - 17 febbraio 1535 dimesso)
  - Giovanni Salviati † (17 febbraio 1535 - 15 maggio 1536 deceduto) (amministratore apostolico)
- Jacopo Cortesi † (15 maggio 1536 - 1568 deceduto)
  - William Chisholm † (8 novembre 1570 - 4 novembre 1585 dimesso) (amministratore apostolico)
- William II Chisholm † (4 novembre 1585 - 13 dicembre 1629 deceduto)
- Michel d'Almeras † (13 dicembre 1629 succeduto - 16 maggio 1633 deceduto)
- Joseph Marie de Suarès † (13 luglio 1633 - 1666 dimesso)
- Charles-Joseph Suarez † (7 febbraio 1667 - 7 novembre 1670 deceduto)
- Louis-Alphonse Suarez † (4 maggio 1671 - 13 marzo 1685 deceduto)
- François Genet † (18 marzo 1686 - 17 ottobre 1702 deceduto)
- Joseph-François Gualtéri † (19 febbraio 1703 - 20 novembre 1723 deceduto)
- Joseph-Louis de Cohorne de la Palun † (20 dicembre 1724 - 24 gennaio 1748 deceduto)
- Paul di Sallières de Fausseran † (2 dicembre 1748 - agosto 1758 deceduto)
- Charles-François de Pélissier de St Ferréol † (18 dicembre 1758 - 1786 dimesso[9])
- Étienne André François de Paule Fallot de Beaumont de Beaupré † (1786 succeduto - 1801 dimesso)
  - Sede soppressa

### Vescovi titolari
- Bruno Valentin (14 dicembre 2018 - 15 luglio 2022 nominato vescovo coadiutore di Carcassonne e Narbona)
  - Ivan Brient (7 ottobre 2022 - 16 novembre 2022 dimesso) (vescovo eletto)
- Jean Bondu, dal 30 novembre 2022